# Jacques Cujas

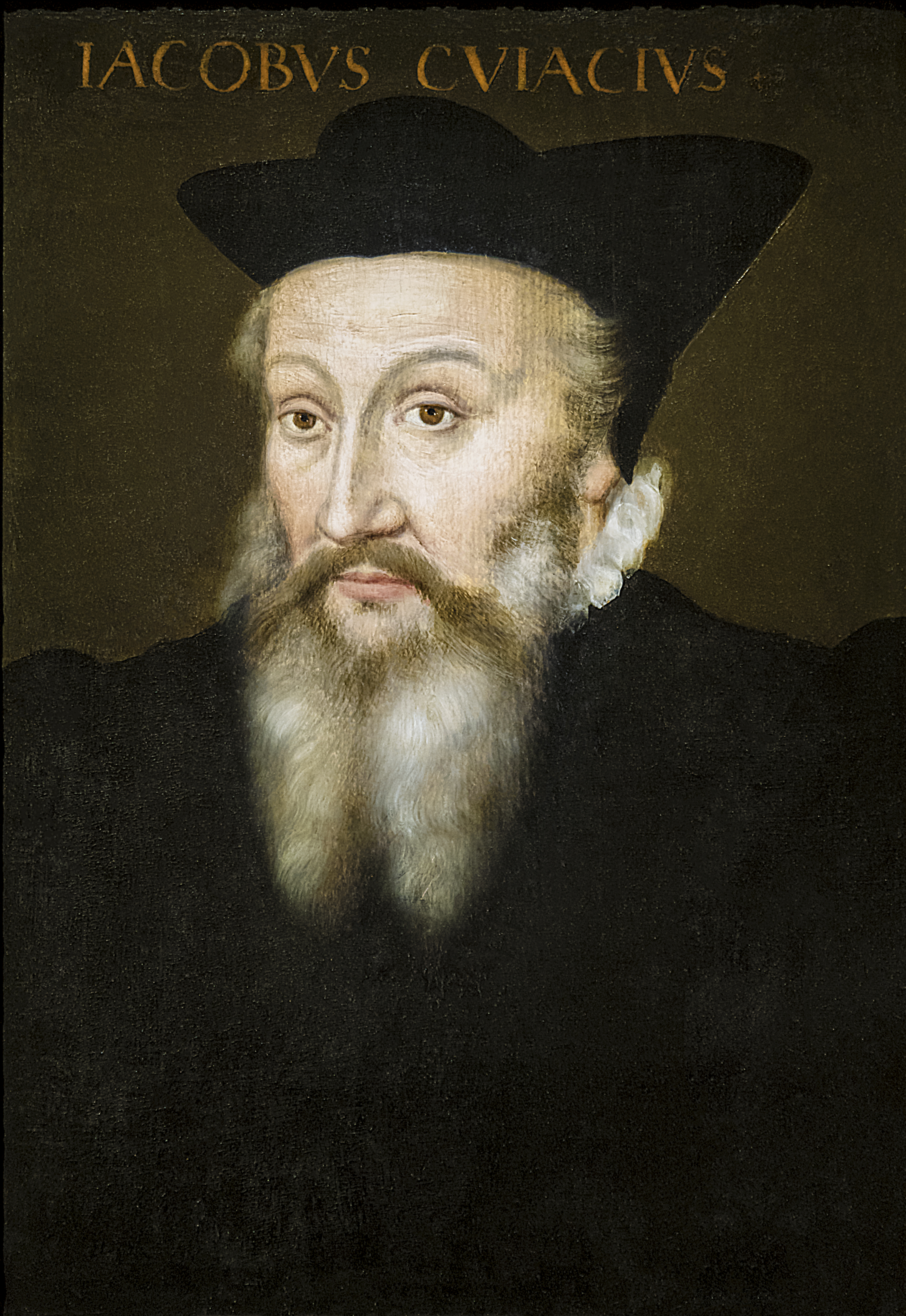
Porträt Cujas', um 1580

Jacques Cujas oder Cujacius oder – wie er sich selbst nannte – Jacques de Cujas (* 1522 in Toulouse; † 4. Oktober 1590 in Bourges) war ein französischer Jurist der humanistischen Jurisprudenz und deren seinerzeit anerkanntester Experte in Bezug auf das römische Recht.

## Leben und Wirken
Cujas studierte bei Arnaud du Ferrièr an der Universität Toulouse. Er lehrte ab 1547 in Toulouse, ab 1554 in Cahors, ab 1555 in Bourges, ab 1558 in Valence und 1559 wieder in Bourges. 1566 wurde er mit dem Titel eines herzoglich savoyischen Rats nach Turin berufen, danach kehrte er 1567 nach Valence zurück. 1573 wurde er von Karl IX. zum Ehrenrat des Parlaments zu Grenoble ernannt und 1574 zum Wirklichen Parlamentsrat. 1575 ging er wieder zurück nach Bourges. 1585 erwarb er das Hôtel Cujas, das er bis zu seinem Tod bewohnte.
Die humanistischen Ansätze Cujas’ beruhten auf den Werken und der Lehrtätigkeit des italienischen Juristen Andrea Alciato, der in Abkehr zu den Glossatoren und Kommentatoren das römische Recht frei von Verstellungen und Vorurteilen zu untersuchen begann. Er hatte eine Professorenstelle in Bourges inne, von der aus er die Quellenlage auf Authentizität und Systematik erforschte. Ihm folgte methodisch Cujas, der sich um die Rekonstruktion des klassischen Rechts bemühte. Dazu nahm er sich die in den iustinianischen Digesten, Bestandteil des später so genannten Corpus iuris civilis (CIC), überlieferten Auszüge klassischer Juristenschriften vor und gab kritische Ausgaben der Werke der Spätklassiker Ulpian und Paulus heraus.
Im Unterschied zu seinen Zeitgenossen ging es ihm weniger um die praktische Anwendung des römischen Rechts als vielmehr um das genaue Studium der antiken Quellen in ihrem historischen und literarischen Umfeld. Er gilt vielen als der Begründer der historischen Schule des römischen Rechts. In diesem Zusammenhang hat Cujas hat zum Verständnis der Entstehung und Rolle der Senatsbeschlüsse als Rechtsquelle beigetragen, die er methodisch, historisch, philologisch und auf normative Aspekte untersucht hat. Die Glossatoren um Azo, Accursius und Irnerius von Bologna kamen bei der Interpretation der justinianischen Kompilation (CIC) zu unterschiedlichen Einschätzungen in der Frage der Gleichstellung von Kaiserkonstitutionen und Senatsbeschlüssen. Cujas forderte eine umfassende Berücksichtigung der antiken Quellen (Textkritik). Er wies die nominellen Unterschiede auf, bestätigte aber die substanzielle Äquivalenz der Rechtssetzungsakte von Volk, Senat und Kaiser. Vergeblich suchte man auch nach seiner Auffassung, nach einer senatorischen Rechtsetzungsbefugnis nach dem byzantinischen Kaiser Leo VI.
Etwa parallel dazu ging aus ähnlichem Ursprung, dann aber einen anderen Weg der zunächst in Frankreich und dann in Deutschland tätige Hugo Donellus, dem es weniger an der Ermittlung klassischen Rechts lag, als mehr an generell greifenden Dogmen.

## Fortwirken
Zu den Schülern Cujas’ gehörten Johannes Borcholt, Joseph Justus Scaliger und Marquard Freher. Trotz der glänzenden Ergebnisse, die Cujas im Umgang mit dem römischen Recht bescheinigt werden, blieb sein Einfluss in Europa gering, abgesehen von den Niederlanden. Von dort aus gelangte der von ihm mitgeprägte mos gallicus allerdings nach Südafrika, wo sich sein Einfluss im Roman-Dutch law noch heute bemerkbar macht.

## Werke (Auswahl)

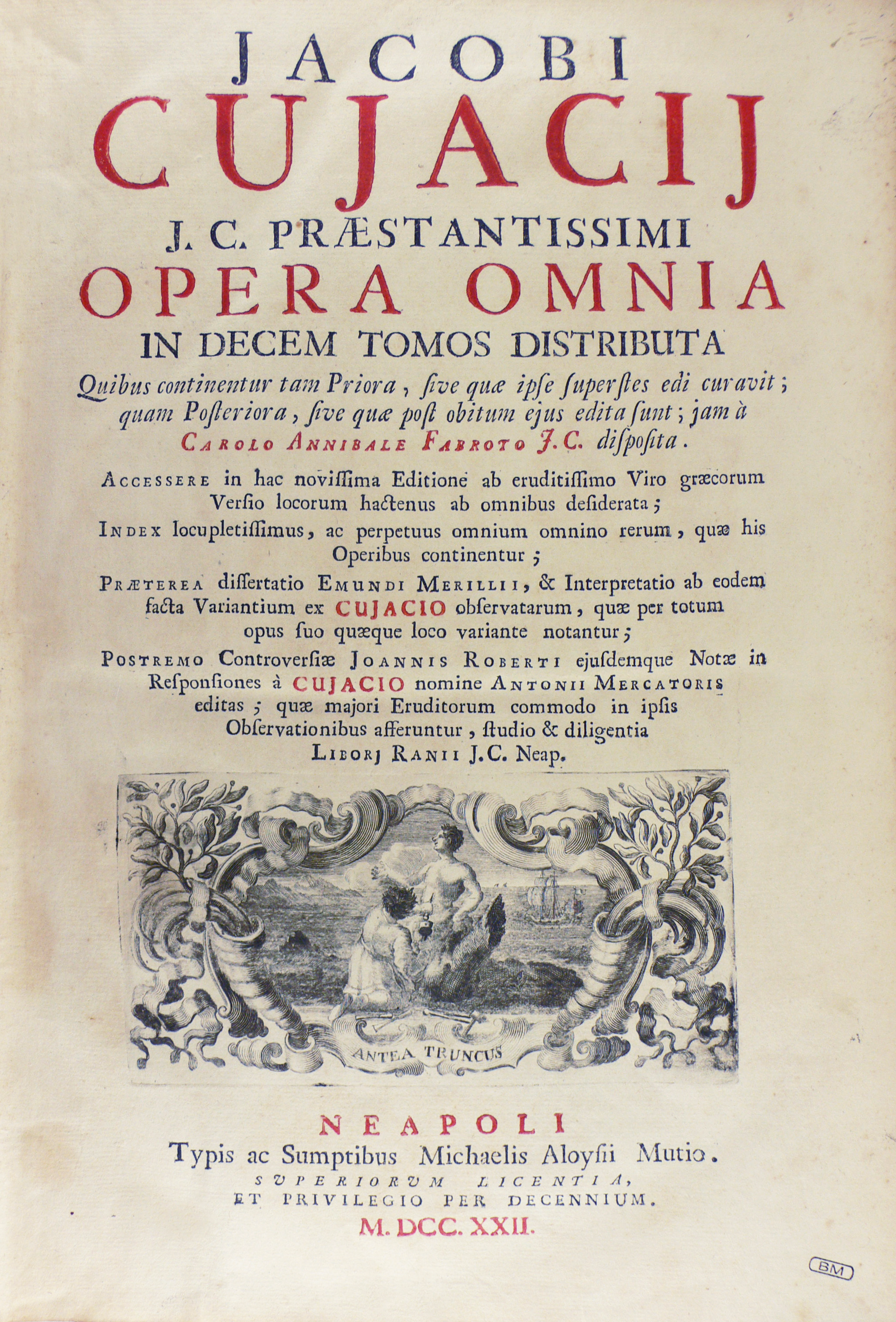
Opera omnia, 1722

- Paratitla in libros qvinqvaginta digestorvm sev Pandectarvm : Item in libros Novem Codicis Imperatoris Iustiniani. 1615 (Latein)
- Hannibal Fabrot (Hrsg.): Werke. Paris 1658 (10 Bde.)
- Werke. Turin 1874 (9 Bde.)